# Thời thơ ấu gian khổ
Thời thơ ấu gian khổ (tiếng Nga: Суровое детство) là một cuốn tiểu thuyết về đời sống nông thôn Liên Xô trong giai đoạn diễn ra cuộc Chiến tranh Vệ quốc vĩ đại của nhà văn Yamil Mustafin, ra đời năm 1970.

## Nội dung
Thời thơ ấu gian khổ là một câu chuyện đẹp giản dị kể về cuộc sống cuộc chiến đấu của những người dân làng Tayshet ven rừng taiga, bối cảnh câu chuyện từ lúc bắt đầu cho tới khi kết thúc cuộc Chiến tranh Vệ quốc vĩ đại. Cũng giống như Thép đã tôi thế đấy !, tác giả sống nó rồi mới viết nó, nhân vật chính của câu chuyện chú bé Yamin đã cùng với những người dân làng Tayshet sống, chiến đấu, lao động và học tập kiên cường làm nhiệm vụ của hậu phương lớn đảm bảo cho những tuyến đường sắt luôn luôn thông suốt ra mặt trận, góp phần chiến thắng phát xít. 

## Xem thêm

Trang bìa một ấn bản in tại Liên Xô
Trang bìa ấn bản năm 1981 (do Nhà xuất bản Tiến Bộ in bằng tiếng Việt)

### Nhân vật
- Yamin
- Kolka
- Goga
- Raya
- Vitya
- Tamara
- Bác Stefan
- Thím Samsura